# Friedemann Witecka
Friedemann Witecka, als Musiker kurz Friedemann  (* 31. August 1951 in Freiburg im Breisgau), ist ein deutscher Gitarrist, Multi-Instrumentalist, Songwriter und Musikproduzent.

## Leben und Wirken
Friedemann zog nach ersten Auftritten in seiner Geburtsstadt, beim damaligen Südwestfunk und in der TV-Nachwuchsshow Talentschuppen zwischen 1967 und 1970 nach London, wo er bis 1980 lebte und an Folk-Alben mitwirkte. 1979 legte er sein erstes Album The Beginning of Hope vor, an dem Musiker wie Wolfgang Dauner, Lenny MacDowell oder Thomas Heidepriem und die Sängerin Anne Haigis mitwirkten.
Seine Alben Indian Summer (1987) und Aquamarin (1990) erreichten sechsstellige Verkaufszahlen und waren auch in den USA erfolgreich. Mit rund 550.000 verkauften Tonträgern gehört er nach eigenen Angaben zu den erfolgreichsten Musikern seines Genres.
Die akustische Qualität seiner Platten (CDs und SACD) wird gerne zum Testen von Anlagentechnik verwendet. Die Leser der Zeitschrift Audio wählten die CD Aquamarin 1997 zur „besten audiophilen CD aller Zeiten“. Für mehr als 10.000 verkaufte Exemplare der Alben Legends of Light, Passion and Pride und The Concert hat er je einen German Jazz Award in Gold erhalten.
In seinem Vollton Musikverlag und auf seinem Plattenlabel Biber Records veröffentlicht er eigene Werke und Musik von Kollegen wie Bonnie Dobson, Helmut Engel-Musehold, Grant Geissman, Ralf Illenberger, Rüdiger Oppermann, Thomas Rabenschlag, Büdi Siebert, Christoph Stiefel oder Klaus Weiland. Er produziert hauptsächlich instrumentale und „von Hand gemachte Musik“ der Stilrichtungen New Age und Fusion.

## Diskografie
- Songs for a Beginning (LP) – 1977 (Stockfisch)
- The Beginning of Hope (LP) – 1979 (Zweitausendeins)
- Le béton pour la chair (Goun – Patrick Largounez & Friedemann) (LP) – 1981 (Flame)
- Voyager (LP) – 1983 (Zweitausendeins)
- Les oiseaux de nuit (Goun & Friedemann) (LP) – 1985 (Biber)
- Voyager in Expanse (CD) – 1986 (inak)
- Indian Summer – 1987 (Biber Records)
- Flight of the Stork (Serah & Friedemann) – 1988 (Biber Records)
- New Moon (EP/Mini-CD) – 1988 (Biber Records)
- Les plaisirs de la vie (mit Patrick Largounez) – 1990 (Biber Records)
- Aquamarin – 1990 (Biber Records)
- Friedemanns Aquamarin Orchester in Concert – 1992 (Biber Records)
- Legends of Light – 1995 (Biber Records, DE: Gold (German Jazz Award))[4]
- On a Personal Note (1967–1997 An Anniversary Collection of Songs and Music from 30 Years) – 1997 (Biber Records)
- Passion and Pride – 1999 (Biber Records, DE: Gold (German Jazz Award))
- Short Stories – 2003 (Biber Records)
- The Concert (CD, SACD, DVD) – 2005 (Biber Records, DE: Gold (German Jazz Award))
- Saitensprung – 2007 (Biber Records)
- Memory Lane (Zusammenstellung Studio und Live) – 2008 (Biber Records)
- Echoes of a Shattered Sky (CD, HQCD, Blu-Ray) – 2012 (Biber Records)
- The Master Tracks (CD, Hi-Res Download) – 2015 (Biber Records)